# VAR (fotboll)

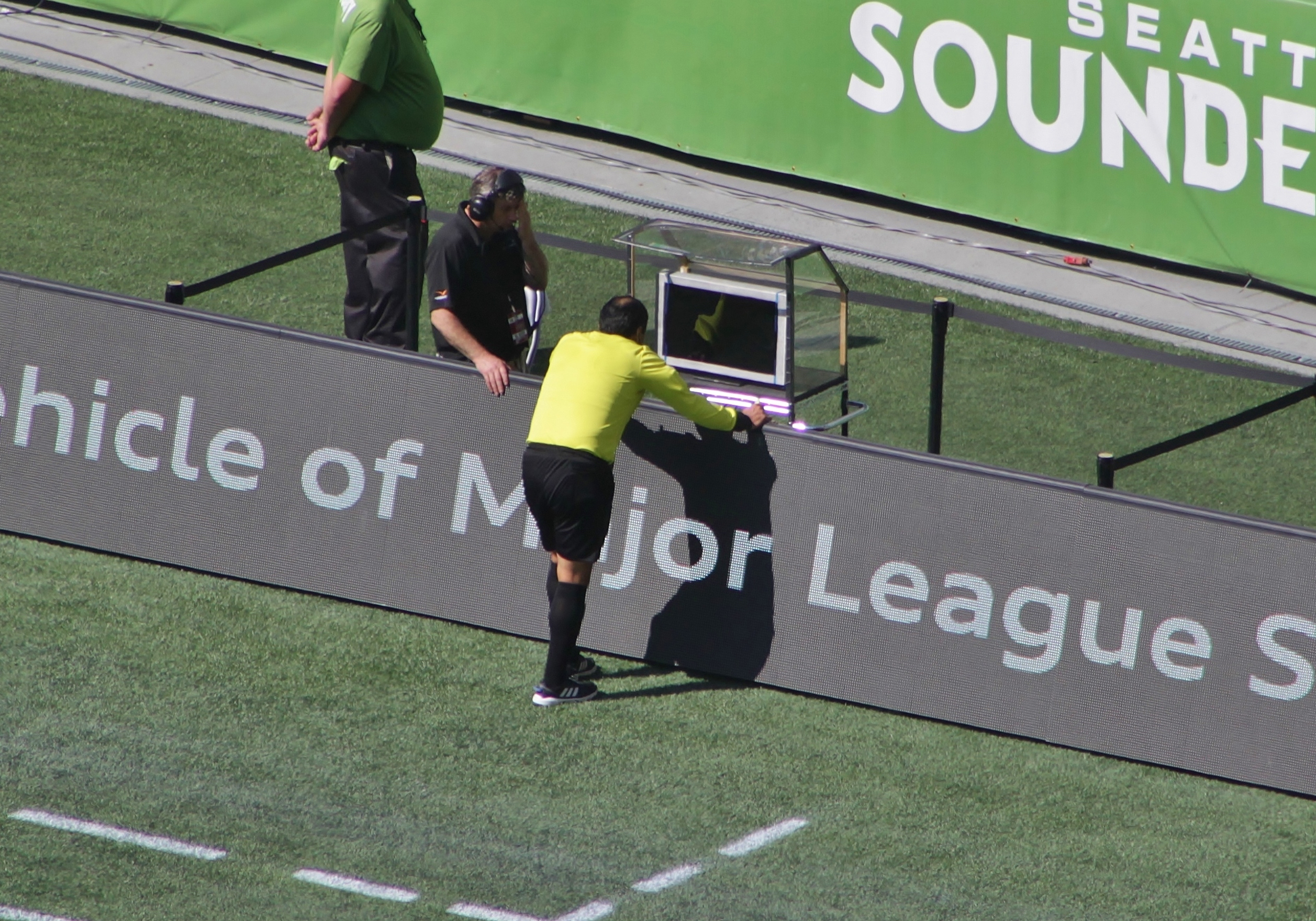
Domaren tittar på en videosekvens i en bildskärm.

VAR (engelska: Video Assistant Referee, 'assisterande videodomare') är en form av assisterande domare eller domarfunktion inom fotboll. Dess uppdrag är att med hjälp av videokameror granska beslut i vissa situationer som har tagits av, eller undgått, huvuddomaren på planen.
VAR sitter centralt placerat i ett videooperationsrum (VOR), där en eller flera hjälpdomare följer matcherna direkt på bildskärmar via bilder från flera videokameror utplacerade för att täcka hela spelplanen. Med hjälp av bilderna från dessa kan VAR visa upp bilderna för huvuddomaren och de kan granska händelser i efterhand, i slowmotion och i olika vinklar. VAR är i ständig kontakt med huvuddomaren och kan påkalla dennes uppmärksamhet om någon händelse på planen måste granskas närmare för att säkerställa att rätt beslut tas. VAR har enbart en rådgivande funktion där huvuddomaren alltid är den som tar det slutgiltiga beslutet.
Efter omfattande prov, först i vänskapsmatcher, sedan i ligor och turneringar, skrevs VAR först in i spelreglerna för fotboll av International Football Association Board (IFAB) under 2018. Genom att arbeta under filosofin "minimal störning, maximal nytta", försöker VAR erbjuda ett sätt för "självklara och uppenbara fel" samt "allvarliga missade incidenter" att korrigeras.

## Procedur
Enligt Fifas regler kan systemet användas i samband med mål (om bollen passerat mållinjen och om ojusthet, offside eller liknande förekom), straffar (videodomaren kan själv meddela huvuddomaren om straffsituationer denne missat) och röda kort. Domartecknet som visar att videodomaren skall användas görs genom att med fingrarna teckna en fyrkant, som symboliserar en TV-skärm.

## Historia
VAR togs fram under projektet som kallades Refereeing 2.0 som hölls av Kungliga Nederländska Fotbollsförbundet (KNVB) under tidiga 2010-talet. Systemet provades under säsongen 2012/2013 i nederländska högstaligan Eredivisie.
Den tidigare elitdomaren Raymond van Meenen, då anställd i det nederländska förbundet och 2018 chef för Feyenoords akademi, var en av pionjärerna och nyckelfigurerna. Systemet har använts i serier som italienska Serie A och tyska Bundesliga. Systemet användes i Världsmästerskapet i fotboll 2018. Där användes det bland annat vid tilldelande av en straff för Frankrike i finalen. Efter mästerskapet fick VAR kritik för att det medförde långa spelavbrott i matcherna och att systemet inte hade förberetts tillräckligt.
2019 användes tre VAR-domare; en huvuddomare och två assisterande, som videogranskare i samband med årets fotbolls-VM för damer.

## Andra sporter
Även i vissa andra sporter finns möjlighet till videobedömning, i första hand för bedömning av mål, i flera sporter införda före de infördes i fotboll. I ishockey kallas funktionen videomåldomare (engelska: video-goal judge). Videobedömning av domare förekommer också i baseball, basket, cricket, fäktning, landhockey, motorsport, rugby och tennis. Flera av dessa sporter, även fotboll, använder datasystemet Hawk-Eye, som beräknar och visualiserar bollbanor, till exempel om bollen var över mållinjen. Den första tekniken för bedömningar av idrottsresultat via bildupptagning var målfoto som började användas redan på 1800-talet inom hästsport, sedan inom friidrott.